# Ulrich Roehm

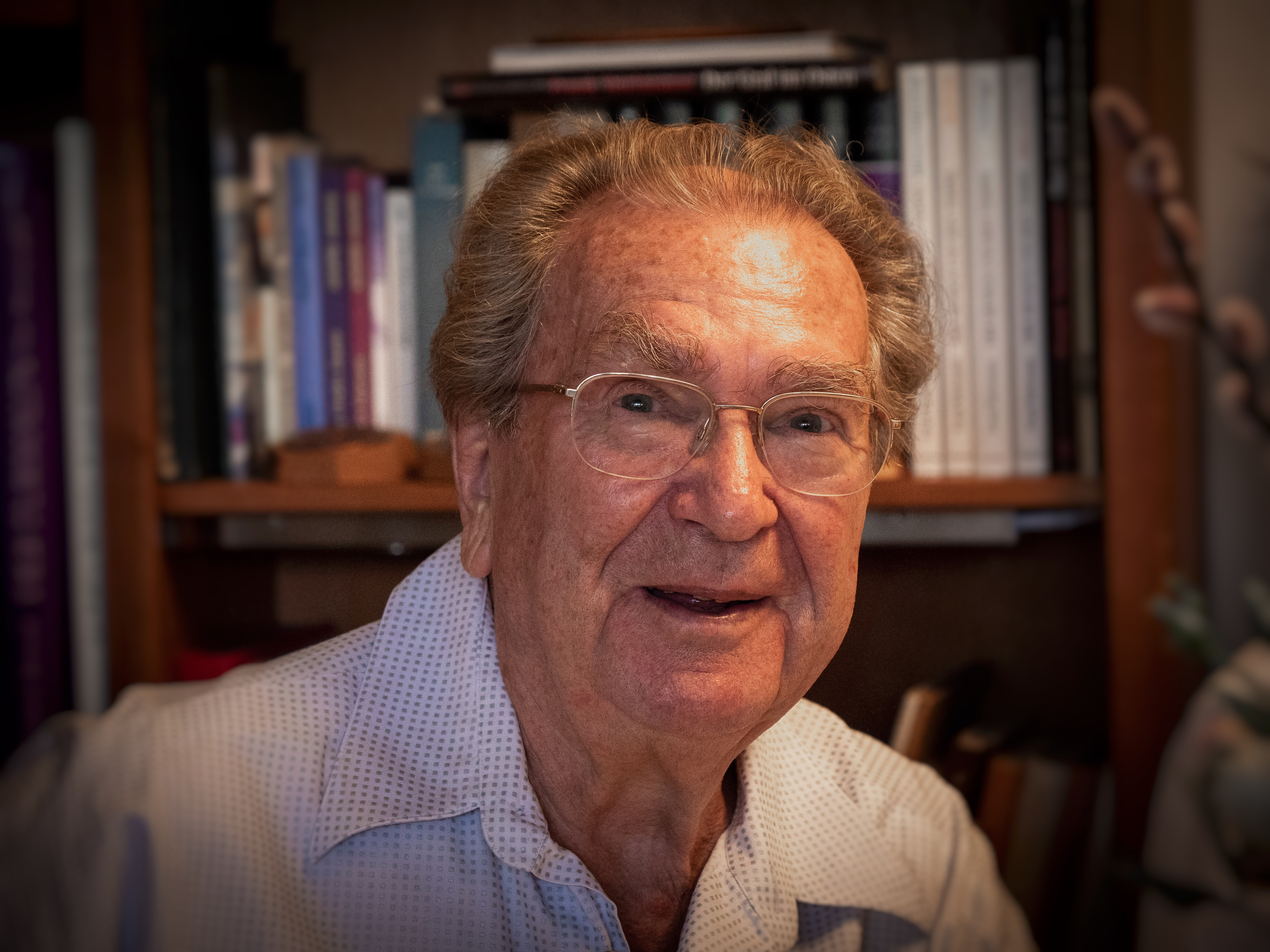
Ulrich Roehm, 2018

Ulrich Roehm (* 14. September 1933 in Essen) ist ein ehemaliger deutscher Balletttänzer und Ballettpädagoge, welcher sich für eine größere Sichtbarkeit, eine bessere Vernetzung und eine stärkere Stimme des Tanzes in Deutschland einsetzt. Roehm lebt in Essen und war verheiratet mit Renate Roehm, geb. Meyer (1939–2014); sie bekamen drei gemeinsame Töchter.

## Leben und Ballettkarriere
Roehm begann sein Tanzstudium 1951 beim Ballett der Städtischen Bühnen Dortmund und führte sein Studium von 1953 bis 1958 an der Folkwang Universität der Künste in Essen unter Kurt Jooss bis hin zur Meisterklasse weiter.
Neben anderen ersten Auftritten trat Roehm im Juli 1957 als „Peter“ in „Peter und der Wolf“ in der Choreographie von Kurt Jooss auf und tanzte neben seinen Studienkolleginnen Adele Schulte-Zurhausen als „Vogel“ und Pina Bausch als „Katze“ u. a. in der Krupp-Villa Hügel in Essen.

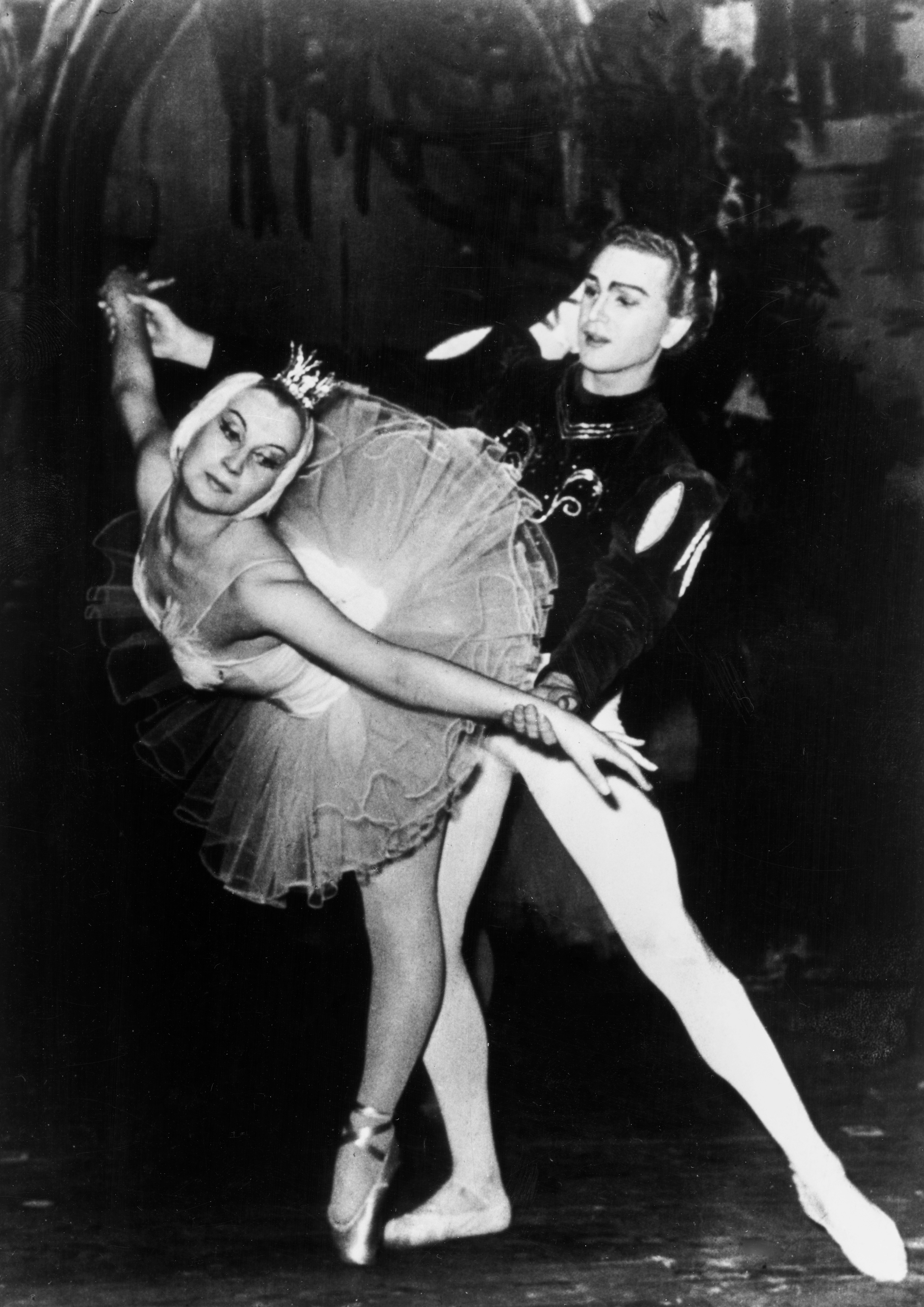
Ulrich Roehm und Marie-Louise Pruvot, Pas de Deux Schwanensee (George Skibine)

Sein erstes Engagement erhielt er für die Spielzeit 1958/59 beim Ballet de Wallonie, dem heutigen Ballet Royal de Wallonie, als Premier Danseur Etoile. Dort interpretierte er die männlichen Hauptrollen in großen klassischen Balletten wie „Giselle“, „Romeo und Julia“ und „Schwanensee“, in Produktionen von George Skibine, der Direktor des Pariser Opernballetts war.
1959 bis 1969 tanzte Roehm als einer der Solisten bei den Schwetzinger Festspielen in den Jooss – Schumacher Inszenierungen der Städtischen Bühnen Essen in Henry Purcell’s „Die Feenkönigin/The Fairy Queen“ sowie in Dido und Aeneas und Castor und Pollux.
1961 bis 1969 trat Roehm als Solist des von Kurt Jooss neu gegründeten Folkwang-Balletts außerdem im Ballett „Der Grüne Tisch“ von Kurt Jooss bei Gastspielen auf, diese führten ihn u. a. nach Berlin (West und Ost), Dresden, Paris, Brüssel, London, Rom, Mailand, London sowie an weitere Orte in England, Belgien, Frankreich, Italien (u. a. Maggio Musicale Fiorentino), Holland und zu den Salzburger Festspielen. Außerdem tanzte er in Choreographien von Jooss, Lucas Hoving, Antony Tudor, Hans Züllig und Jean Cébron.
Zeitgleich war er als Erster Solo-Tänzer beim Ballett der Städtischen Bühnen in Essen engagiert (1963 bis 1969) und gastierte weiterhin beim Ballet de Wallonie, beim Staatsopernballett Zagreb und an Bühnen im Ruhrgebiet (Münster in Choreographien von Gise Furtwängler, Krefeld-Mönchen-Gladbach in Choreographien von George Froscher, sowie in Bonn, Oberhausen, Gelsenkirchen, als auch bei den „Ruhr-Festspielen Recklinghausen“).
Von 1969 bis 1974 lebte Roehm mit seiner Familie in Toronto, Kanada. Dort tanzte er in den Spielzeiten 1969–1972 für die Canadian Opera Company sowie in Engagements für das National Ballet of Canada.

## Pädagogische Tätigkeit, Mitgliedschaften
In Kanada begann Roehms pädagogische Tätigkeit, nach einer entsprechenden Tanz-Pädagogischen Prüfung gehörte er der Canadian Dance Teachers Association (CDTA) an.
Außerdem wurde er mit Absolvierung der Prüfungen der Royal Academy of Dance (RAD) in London Mitglied der Akademie (A.R.A.D. Associated Member of the RAD). Später (1975) wurde er mit dem Aufbau der Royal Academy of Dance in Deutschland betraut und somit Repräsentant der RAD für Deutschland und Österreich.
Neben seinen Engagements als Tänzer baute Roehm im Raum Toronto innerhalb von 2 Jahren drei Ballettstudios auf und unterrichtete auf der Basis der Lehrpläne der Royal Academy of Dance (RAD).
1974 kehrte Roehm mit Familie aus Kanada zurück, nachdem er bereits im Oktober 1973 in Essen das „Ballett-Studio Roehm“ eröffnet hatte, welches er über dreißig Jahre leitete. Der Unterricht erfolgte ebenfalls nach den Lehrplänen der RAD und beinhaltete die mögliche Teilnahme der Schüler an RAD Prüfungen. Des Weiteren eröffnete Roehm mit „La Danse“ ein Fachgeschäft für Ballettbedarf mit Versandhandel, welches bis heute existiert und von einer ehemaligen Schülerin übernommen wurde.
1984 gründete Roehm den „Ballettsommer Bozen/Bolzano Danza“ (heute Tanz Bozen/Bolzano Danza), welcher 1985 erstmals durchgeführt wurde und hatte für 22 Jahre die künstlerische Leitung inne.

## Verbandsarbeit
1975 gründete Roehm den Deutschen Berufsverbandes für Tanzpädagogik e.V. (damals noch unter dem Namen „Verband der Ballettschulen in Deutschland“) und war seit der Gründung bis ins Jahr 2012 dessen Erster Vorsitzender. In dieser Funktion war er seit 1978 auch Herausgeber und Redakteur der bis zu fünfmal jährlich erscheinenden Zeitschrift BALLETT INTERN. Wichtige Themen und Aktivitäten des Verbandes waren zu dieser Zeit:
- GEMA
- KSK/Künstlersozialversicherung
- Deutscher Tanzpreis
- Stellenvermittlung
- Rechtsberatung
- Schul-Verträge für Schüler
- Organisation und Leitung von Pädagogischen Wochenend-Seminaren
- Gründung, Organisation und Leitung der Sommertanzwoche Bregenz und der Tanzwoche Worpswede

1983 realisierte Roehm die Idee eines „ehrenden Preises“ für Tanz – und so entstand die jährliche Gala-Veranstaltung „Deutscher Tanzpreis“, verliehen durch Ulrich Roehm als erster Vorsitzenden des Deutschen Berufsverbandes für Tanzpädagogik und ab 2004 als erster Vorsitzender durch den neu gegründeten gemeinnützigen Förderverein Tanzkunst Deutschland e.V. (Schirmherr Prof. Dr. Norbert Lammert, Bundestagspräsident a. D.).
1980–2000 Gründung, Organisation und Leitung der Ostertanzwoche München der „Royal Academy of Dance“.
Durch seine Initiative entstand im Frühjahr 1985 in Essen das große „Folkwang Fest der Künste“ mit Bundespräsident Richard von Weizsäcker als Ehrengast bei der Eröffnung im GRILLO-THEATER mit der ebenfalls von ihm initiierten Einstudierung der 4 Choreographien „Ballets Jooss 32“ mit dem Essener Ballett durch die Jooss-Tochter Anna Markard-Jooss.
Seit der Mitbegründung der „Ständigen Konferenz Tanz“ 2006 war Roehm bis 2014 Vorstandsmitglied des Dachverbandes, welcher durch seine Anregung in „Dachverband Tanz Deutschland“ umbenannt wurde.
Anfang der 2000er Jahre ergaben sich Kontakte nach Shanghai, China und Roehm wurde zum „Ballet Consultant“ des China Shanghai International Arts Festivals ernannt und war zusammen mit seiner Frau für viele Jahre VIP-Gast des Festivals. 2008 erhielt er für die Miteröffnung des Festivals zum 10-jährigen Jubiläum die ehrenvolle Aufgabe der Organisation einer großen Ballettgala mit der Beteiligung von 10 internationalen Ballett-Compagnien. Des Weiteren wurde er um den Fest-Vortrag zum 10-jährigen Bestehen des Festivals gebeten. Ein weiterer großer Vortrag ergab sich im Rahmen einer „Konferenz Internationaler Festspiel-Direktoren“ im renommierten „Gästehaus der Stadt Shanghai“.

## Auszeichnungen und Ehrungen

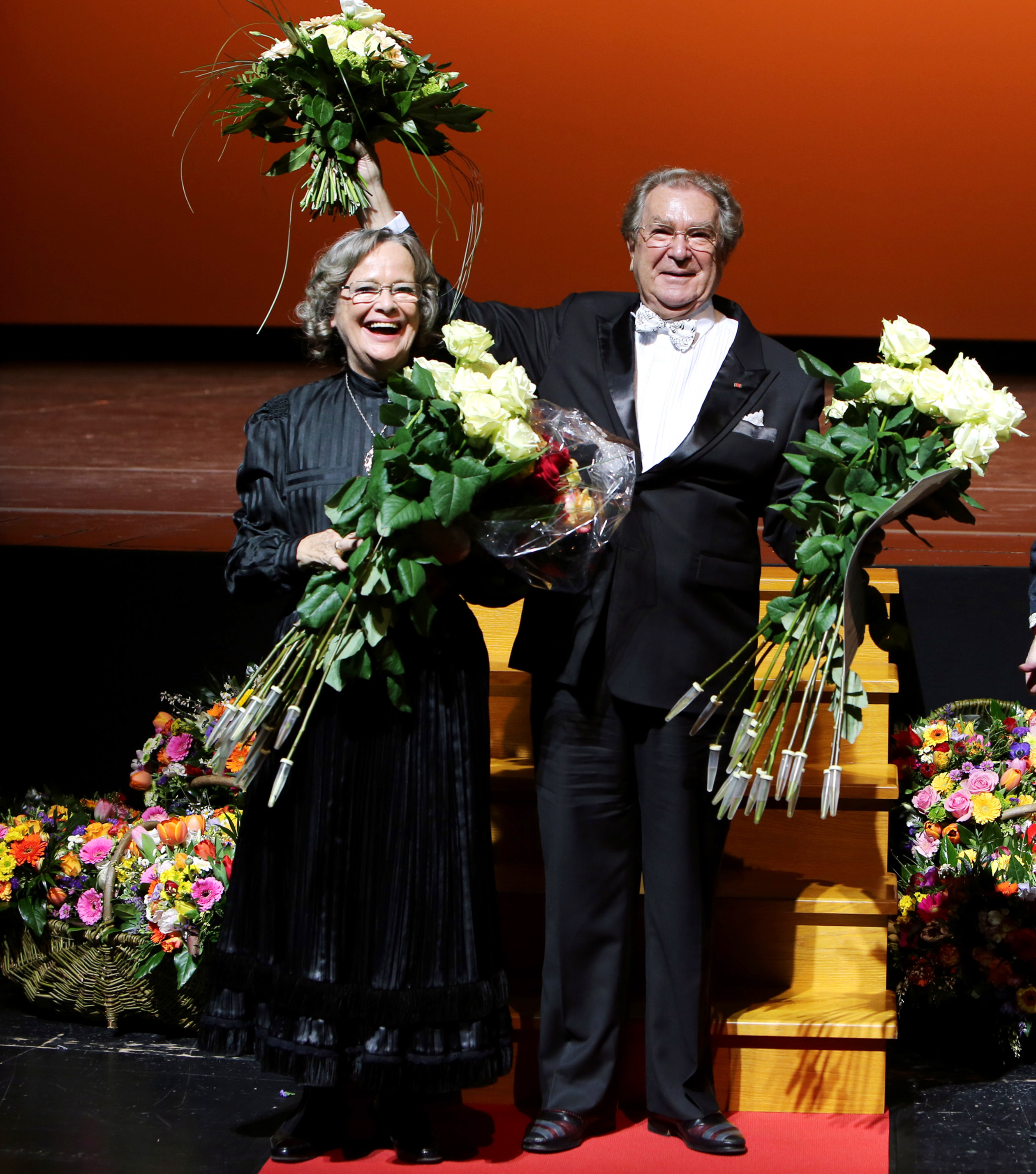
Verleihung des Deutschen Tanzpreises 2013 an Ulrich Roehm, hier mit Ehefrau Renate.

- Im Rahmen der Verleihung des Deutschen Tanzpreises an Pina Bausch im März 1995 im Aalto-Theater Essen, wurde Roehm für seine Verdienste um den Tanz in Deutschland von Bundespräsident Richard von Weizsäcker das „Bundesverdienstkreuz am Bande des Verdienstordens“ durch den NRW-Kultusminister Hans Schwier auf der Bühne verliehen.[15]
- Im Rahmen des Jubiläums 30 Jahre „Deutscher Tanzpreis“ erhielt Ulrich Roehm 2013 den Deutschen Tanzpreis als besondere Ehrung für sein Lebenswerk.[16][17]

## Filme
- 1963 „Der grüne Tisch“ mit dem neu gegründeten Jooss-Folkwang Ballett, Rolle „Junger Soldat“. Regie: Truck Branss – Kamera: Bruno Stephan, Werner Dittmer, Klaus F. Koch – 43 min, WDR.[18]
- 1967 wurde „The Green Table“ in der Produktion von Sir Peter Wright von der BBC-London, mit Ulrich Roehm, jetzt in der Rolle des alten Soldaten, verfilmt.[19]